# 1189年
| 千纪： | 2千纪 |
| 世纪： | 11世纪 \| 12世纪 \| 13世纪                                                                                                 |
| 年代： | 1150年代 \| 1160年代 \| 1170年代 \| 1180年代 \| 1190年代 \| 1200年代 \| 1210年代                                           |
| 年份： | 1184年 \| 1185年 \| 1186年 \| 1187年 \| 1188年 \| 1189年 \| 1190年 \| 1191年 \| 1192年 \| 1193年 \| 1194年                 |
| 纪年： | 己酉年（鸡年）；西夏祐二十年；金大定二十九年；西辽天喜十二年；南宋淳熙十六年；大理元亨五年；越南天資嘉瑞四年；日本文治五年 |

## 大事记
- 欧洲
  - 為搶下被回教敘利亞的薩拉丁佔領的耶路撒冷，神聖羅馬帝國皇帝紅鬍子腓特烈主導第三次十字軍東征。
  - 5月7日——漢堡港由神聖羅馬帝國皇帝腓特烈一世開港。
  - 9月3日——理查一世加冕為英國國王
  - 西西里高官为免被日耳曼统治，选举私生的莱切伯爵坦克雷迪而非预定继承人科斯坦察公主及其夫亨利皇子为新王。
- 中國
  - 卢沟桥开建
  - 金世宗之嫡孫完顏麻達葛即位，是為金章宗，明昌之治開始。
  - 宋孝宗禪位於兒子趙惇，是為宋光宗，乾淳之治結束。
- 蒙古
  - 札木合以其弟弟紿察兒劫掠鐵木真馬群，卻被鐵木真部下所殺為藉口，聯合泰赤烏部等十三部共三萬人，向鐵木真發起十三翼之戰，鐵木真敗而得眾。
- 日本
  - 衣川之戰，藤原秀衡突襲源義經。

## 逝世
- 5月17日——武藏坊辨慶，日本平安時代末期武士。
- 6月15日——源義經，日本平安時代末期武士。
- 7月6日——亨利二世，英格蘭國王、諾曼第公爵、安茹伯爵、阿基坦公爵。（1133年出生，56岁）
- 金世宗完顏雍
- 11月11日——古列尔莫二世，西西里国王